# Desierto adentro
Desierto adentro es una película mexicana dirigida por Rodrigo Plá estrenada comercialmente el 13 de marzo de 2009 que tiene como protagonistas principales a Diego Cataño, Guillermo Dorantes, Katia Xanat Espino, Luis Fernando Peña y Eileen Yáñez. Se trata de un drama enmarcado en el conflicto armado llamado guerra de los Cristeros ocurrida en México entre 1926 y 1929.

## Resumen del conflicto en el que inscribe la trama
En 1926 el gobierno central mexicano, siguiendo el dictado de la Constitución vigente, facultó a los gobernadores de los estados a imponer cuotas y requisitos especiales a los "ministros del culto". Si bien las medidas que tomaban los gobernadores limitaban o suprimían la participación en la vida pública de las iglesias en general, en la práctica sólo afectaba a la Iglesia católica no solo por ser la de mayor difusión en el país sino por el contenido de las mismas. Así, por ejemplo, las medidas que dispusieron algunos gobernadores fueron de permitir oficiar sólo a los "ministros del culto" casados, otros prohibieron las comunidades religiosas o se pretendieron forzar a la Iglesia católica a operar con un número mínimo de presbíteros, o sea disposiciones que no afectaban a la generalidad de los otras iglesias.
Por otra parte, se creó la Iglesia católica apostólica mexicana, dotándola de edificios, recursos y medios para romper con la Santa Sede. Los católicos reaccionaron con un boicot al pago de impuestos, al consumo de productos comercializados por el gobierno y a la compra de billetes de la Lotería Nacional, ni utilizar vehículos a fin de no comprar gasolina, lo que además de dañar la economía provocó que algunos grupos dentro de la Iglesia se radicalizaran y comenzaran acciones armadas que se prolongaron durante tres años y sólo finalizaron cuando con la mediación de Estados Unidos las partes llegaron a un entendimiento.

## Sinopsis
Elías es un campesino pobre e ignorante que vive con su familia en un México convulsionado por la guerra de los Cristeros. Sin quererlo, Elías se involucra en el conflicto y en forma involuntaria ocasiona la muerte de muchas personas de su pueblo. Abrumado por la culpa se retira con su familia al desierto convertido en un fanático religioso. Su hijo Aureliano, que ha vivido su infancia encerrado porque Elías creía que sería el primero en morir, comienza a pintar en retablos la zaga familiar que poco a poco irá desentrañando a través de las narraciones del padre. En busca del perdón de Dios para los pecados de la familia construye una iglesia en tanto tiene una relación amorosa con su hermana Micaela, la cual dará otro sentido a su vida.

## Reparto
- Diego Cataño ... Aureliano grande
- Guillermo Dorantes ... Aureliano chico (como Memo Dorantes)
- Katia Xanat Espino ... Micaela chica
- Luis Fernando Peña ... Genaro
- Eileen Yáñez ... Micaela grande
- Martín Zapata ... Padre
- Mario Zaragoza ... Elías

## Opiniones del director de la película
Rodrigo Pla dijo que la idea de la película surgió a partir de la lectura del filósofo Søreen Kierkegaard, en particular de sus diarios donde relata que su padre vivió convencido de que Dios lo castigaría quitándole sus hijos por un pecado que él había cometido. La vida del filósofo quedó así marcada por esa culpa y la imagen de un Dios vengativo e iracundo. La película cambia el contexto original de la historia, protestante y danés, por uno mexicano y católico –la guerra de los Cristeros- pero conserva su esencia, que no es otro que la historia de esa familia, esa culpa, ese castigo, esa locura. Ese período es muy interesante y seductor y por sus características brinda un contexto adecuado para justificar ciertos sucesos que son la sustancia de la trama: la ausencia de los sacerdotes en el campo y por tanto la falta de una guía espiritual clara, la prohibición del culto público y el cierre de los templos, la exacerbación religiosa.
Para el director la película es “sobre los hombres, no sobre Dios, y son los hombres los que construyen en gran medida su suerte o su desgracia, como en este caso. Si Dios castiga o perdona deja de ser relevante, es Elías, el personaje central, quien no puede perdonarse a sí mismo, y es esa culpa enferma, esa determinación autoritaria y asfixiante de dedicar la vida, la suya y de sus hijos, a buscar la redención, lo que va destruyendo a la familia. Puede haber otras interpretaciones, ojalá las haya, si hay diversas lecturas será que la película da para entretenerse un buen rato”.
Pero el filme –según Pla- “no habla exclusivamente del fanatismo religioso, sino que podría ser un espejo de otros tipos de fanatismo, de la capacidad de destrucción que está latente detrás de cualquier idea o pensamiento que se erige de forma totalitaria, que no respeta la posibilidad de disentir y en última instancia se impone desde de la fuerza, sea física o sicológica. Incluso cuando esa idea se esgrime como algo supuestamente positivo para todos” lo cual en el caso de Elías, el personaje del filme, lo lleva a elegir en nombre de toda la familia y sin tomar en cuenta el deseo de los hijos, una forma de vida, una forma de muerte y una forma de Dios, con lo cual aun siendo una película de época, Desierto adentro puede tener un eco en cuestiones contemporáneas.
El director remarca que 

”La religión, o más específicamente el fanatismo religioso, sí es uno de los temas de la película. Ateos o creyentes, todos en el algún punto de la vida tomamos una postura frente a Dios, a la existencia de Dios. Por otro lado, la religión es un determinante cultural que también nos atraviesa, nos guste o no, vivimos en una sociedad judeocristiana y nuestra moral está en gran medida estructurada a partir de ello. Las nociones del pecado y la culpa nos tocan a todos en mayor o menor medida. La religión es un tema polémico y difícil, justamente porque es profundamente humano, y esa es la razón por la cual nos pareció interesante cuestionarnos acerca de eso”.

## Críticas
El crítico Félix Iglesias del diario ABC de Madrid después de calificar de “marco buñueliano el contexto en el que Pla ubica la historia señala como el director hace evolucionar a Elías de su origen de pobre ignorante preso de las supersticiones al fanático despiadado que toma como rehenes a sus hijos. La exacerbación religiosa lleva a que ese campesino emparedado entre los terratenientes y los revolucionarios, que escapó por azar de morir fusilado, a transformarse en un fanático, con un perfil frío y mesiánico que va forjando una personalidad pétrea e impermeable a toda razón. En tanto, Aureliano, el hijo menor, aislado del contacto con sus hermanos, dibuja desde su perspectiva las pinturas que decorarán el futuro templo y con las que narra las penurias y penitencias de la familia. Su punto de vista es neutral en contraposición con la obcecación paterna.
Otra crítica opina que la dirección está muy bien diseñada y estructurada para darle al espectador una visión de lo que se suscitaba en el tiempo histórico en que se basa la cinta. La ambientación y el vestuario, muy ajustado a la época, dan una probada de esa marginación del México de entonces. Mario Zaragoza logra un gran desempeño en la cinta y lo único que se puede decir es que el conjunto de actores fue más que excepcional, todos convergen en una trama que envuelve al espectador de una manera directa, no hay momento en la película que se pueda dejar de ver, la trama atrae, jala, no te permite huir; sería injusto decir que alguien trabajó mejor que otro, todas las actuaciones son inmejorables.

## Los retablos
En relación con los efectos especiales de la película se ha señalado que es magnífico el uso de las animaciones a partir de los retablos ya que estos son parte fundamental de la usanza religiosa mexicana y se han hecho desde tiempos de la colonia como manera de agradecer un favor divino recibido. Se confeccionaban manualmente para dar a la deidad algo único y personal; las animaciones a partir de ellos son el retrato mismo de la esencia del folclor mexicano; transiciones de la animación a vida real bien logradas y afinadas, en puntos clave; uso del narrador acorde a la necesidad de la cinta.

## Premios
| Año  | País        | Organización                                                       | Premio                                                           | Resultado                                                                                           |
| ---- | ----------- | ------------------------------------------------------------------ | ---------------------------------------------------------------- | --------------------------------------------------------------------------------------------------- |
| 2009 | España      | Mostra del cine latinoamericano de Cataluña                        | Premio a la Mejor Película                                       | Ganador Desierto adentro                                                                            |
| 2009 | México      | Academia Mexicana de Artes y Ciencias Cinematográficas             | Premio Ariel al Mejor Sonido                                     | Ganadores: Mario Martínez, Miguel Hernández, Marco Hernández y Antonio Diego, por Desierto adentro. |
| 2009 | México      | Academia Mexicana de Artes y Ciencias Cinematográficas             | Premio Ariel al Mejor Actor                                      | Ganador: Mario Zaragoza por Desierto adentro.                                                       |
| 2009 | México      | Academia Mexicana de Artes y Ciencias Cinematográficas             | Premio Ariel a la Mejor Coactuación Femenina (actriz secundaria) | Ganadora: Eileen Yáñez, por Desierto adentro                                                        |
| 2009 | México      | Academia Mexicana de Artes y Ciencias Cinematográficas             | Premio Ariel al Mejor Guion Original                             | Ganadores: Rodrigo Plá y Laura Santullo, por Desierto adentro.                                      |
| 2009 | México      | Academia Mexicana de Artes y Ciencias Cinematográficas             | Premio Ariel a la Mejor Música original                          | Ganadores: Leonardo Heiblum y Jacobo Lieberman, por Desierto adentro.                               |
| 2009 | México      | Academia Mexicana de Artes y Ciencias Cinematográficas             | Premio Ariel a la Mejor Fotografía                               | Ganador: Serguei Saldívar Tanaka, por Desierto adentro.                                             |
| 2009 | México      | Academia Mexicana de Artes y Ciencias Cinematográficas             | Premio Ariel a los Mejores Efectos especiales                    | Ganador: José Ángel Cordero, por Desierto adentro.                                                  |
| 2009 | México      | Academia Mexicana de Artes y Ciencias Cinematográficas             | Premio Ariel a los Mejores Efectos visuales                      | Ganadores : John Reid, Juan Medina y Rita Basulto por Desierto adentro.                             |
| 2008 | Bolivia     | Festival Iberoamericano de cine de Santa Cruz de la Sierra         | Premio Mejor fotografía                                          | Ganador Serguei Saldívar Tanaka, por Desierto adentro                                               |
| 2008 | México      | Festival Internacional de Cine de Guadalajara                      | Premio mejor largometraje mexicano en competencia                | Ganador Desierto adentro                                                                            |
| 2008 | México      | Festival Internacional de Cine de Guadalajara                      | Premio Mezcal al Mejor largometraje otorgado por un jurado joven | Ganador Desierto adentro                                                                            |
| 2008 | México      | Festival Internacional de Cine de Guadalajara                      | Premio mejor actor                                               | Ganador Mario Zaragoza por Desierto adentro                                                         |
| 2008 | México      | Festival Internacional de Cine de Guadalajara                      | Premio mejor actriz                                              | Ganadora Dolores Heredia por Desierto adentro                                                       |
| 2008 | México      | Festival Internacional de Cine de Guadalajara                      | Premio mejor guion                                               | Ganadores Rodrigo Plá y Laura SantulloDesierto adentro                                              |
| 2008 | México      | Festival Internacional de Cine de Guadalajara                      | Premio mejor fotografía                                          | Ganador Sergi Saldívar Tanaka Desierto adentro                                                      |
| 2008 | México      | Festival Internacional de Cine de Guadalajara                      | Premio del público                                               | Ganador Desierto adentro                                                                            |
| 2008 | Puerto Rico | Festival Internacional de Cine de San Juan                         | Premio Ricardo Alegría a la Mejor Película                       | Ganador Desierto adentro                                                                            |
| 2008 | Cuba        | Festival Internacional del Nuevo Cine Latinoamericano de La Habana | Premio mejor fotografía                                          | Ganador Sergi Saldívar Tanaka Desierto adentro                                                      |

- Datos: Q5406173